# پژو

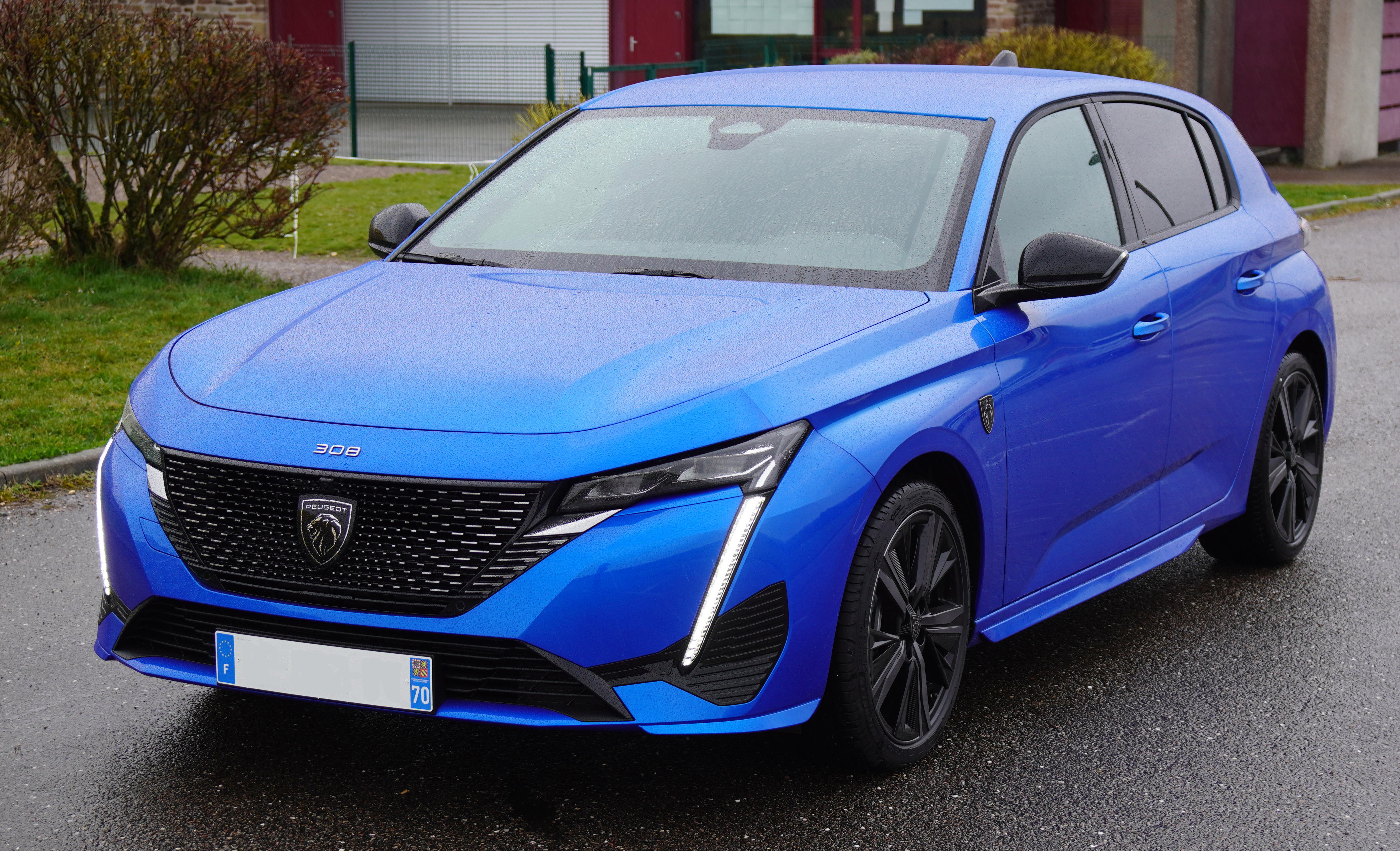
پژو ۳۰۸ نسل سوم، محصول ۲۰۲۲

پژو (به فرانسوی: Peugeot) شرکت خودروسازی فرانسوی است، که خانوادهٔ پژو در سال ۱۸۱۰ آن را نخست جهت ساخت آسیاب‌های قهوه، در منطقۀ فرانش فرانسه بنیان نهادند. امروزه شرکت پژو از زیرمجموعه‌های گروه استلانتیس به‌شمار می‌رود.
ورود رسمی پژو به صنعت خودروسازی با تولید دوچرخه «گراند بای» توسط آرمان پژو در سال ۱۸۸۲ آغاز شد. نخستین خودروی پژو، پژو تیپ ۱ بود که خودرویی سه‌چرخ بود، در سال ۱۸۸۶ توسط آرمان پژو و با همکاری گوتلیب دایملر تولید گردید. پژو جزو نخستین شرکت‌های خودروسازی جهان می‌باشد.
در نام‌گذاری مدل‌های خودروهای شرکت پژو، اندازهٔ عدد سمت راست نشانهٔ نسل خودرو است و اندازهٔ عدد سمت چپ دلالت بر بزرگی خودرو دارد. برای نمونه در مدل ۲۰۶، ۶ نسل خودرو و ۲ اندازهٔ خودرو را نشان می‌دهد؛ بنابراین، مدل ۵۰۴ از ۲۰۶ بزرگتر و قدیمی‌تر است. البته این مورد استثناهایی دارد؛ به‌طور مثال مدل ۳۰۹ پیش از مدل ۳۰۶ تولید شده‌است.

## تاریخچه

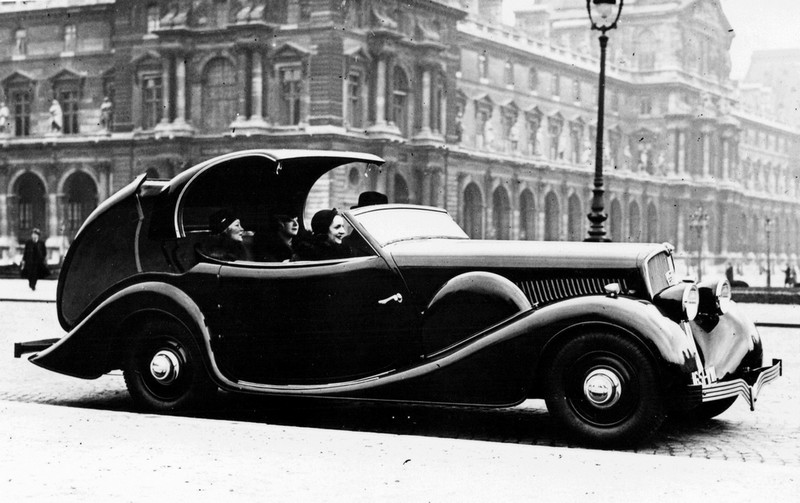
پژو ۶۰۱، محصول ۱۹۳۴

شرکت پژو در سال ۱۸۱۰ توسط امیل پژو، جهت ساخت آسیاب‌های قهوه در شهر سوشو، فرانسه تأسیس شد. در سال ۱۸۳۰ به تولید دوچرخه پرداخت و بالاخره از سال ۱۸۴۲ تولید آسیاب‌های قهوه، نمک و فلفل را آغاز کرد.
ورود رسمی پژو به صنعت وسایل نقلیه، با تولید دوچرخه «گراند بای» توسط فرزند امیل، آرمان پژو در سال ۱۸۸۲ آغاز شد، که دوچرخه‌ای از نوع پنی-فرتینگ بود. (دوچرخه‌ای که چرخ بخش جلو خیلی بزرگ و چرخ عقب کوچک است)
آرمان به زودی به صنعت خودروسازی علاقه‌مند شد و با مباحثه با افرادی نظیر گوتلیب دایملر به امکان انجام آن اطمینان پیدا کرد و نخستین خودرو پژو در سال ۱۸۸۹ تنها با چهار نمونه ساخته شد. موتور بخار استفاده شده در این خودرو، سنگین بود و حجم بسیاری را نیز اشغال می‌کرد، همچنین مدت زمان بسیاری برای گرم‌شدن، لازم داشت.
در سال ۱۸۹۰ به‌کارگیری موتور بخار ممنوع شد و پیشنهاد گردید، که در خودروها از موتورهای سوختی، که توسط شرکت پنهارد و تحت لیسانس دایملر ساخته شده بود، استفاده شود.
این خودرو از بسیاری از نمونه‌های پیشین خود پیشرفته‌تر بود. سپس خودروهای بیشتری ساخته شد، در ۱۸۸۲ شمار ۲۹ خودرو، در سال ۱۸۸۴ شمار ۴۰ خودرو، در سال ۱۸۹۵ شمار ۷۲ خودرو، در سال ۱۸۹۸ شمار ۱۵۶ خودرو و در پایان در سال ۱۸۹۹ شمار ۳۰۰۰ خودرو ساخته شد.

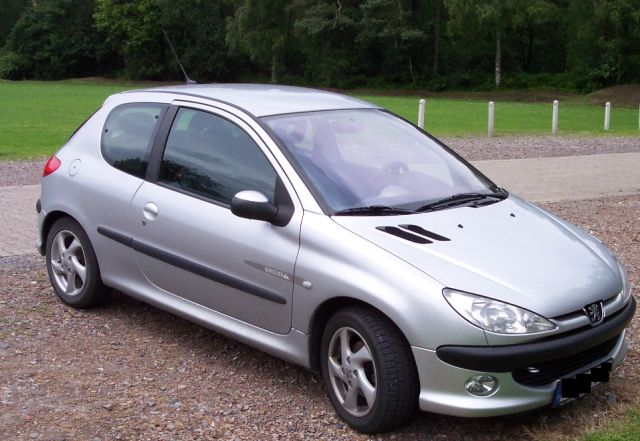
پژو ۲۰۶، محصول ۱۹۹۸

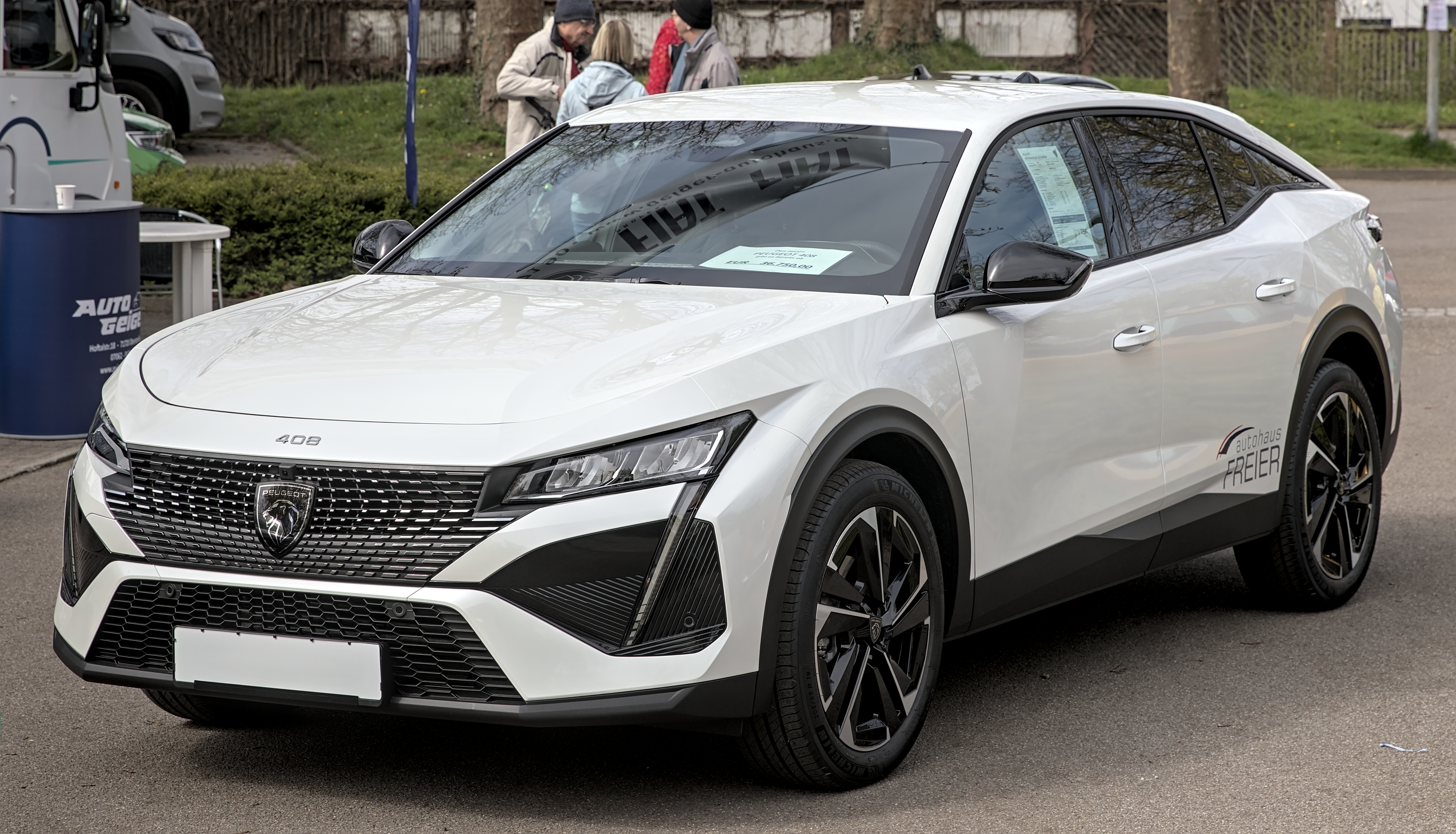
پژو ۴۰۸ کراس محصول ۲۰۲۳

پژو نخستین شرکتی بود، که تایرهای لاستیکی را بر روی خودروهای خود نصب کرد و در سال ۱۸۹۵ تایرهای بادی را بر روی آن‌ها قرار داد. در سال ۱۸۹۶ پژو نخستین موتور خود را بدون کمک گوتلیب دایملر تولید کرد و پس از آن پیشرفت‌های مختلفی مانند امکان‌پذیری انتقال قوای محرکهٔ زیر خودرو به درون کاپوت حاصل شد و خودرو به‌معنای امروزی آن، شکل گرفت.
در سال ۱۸۹۶ نخستین موتور درون‌سوز توسط شرکت پژو ساخته شد و دیگر نیازی به خرید موتور از دایملر نبود. نخستین مدل موتور ۶ کیلووات قدرت داشت، به‌صورت افقی در عقب قرار می‌گرفت و در پژو تیپ ۱۵ نصب شد. پیشرفت‌های بعدی به این صورت بود که موتور به بخش جلوی خودرو منتقل شد و رینگ‌ها به ماشین اضافه شدند و خودروها به خودروهای مدرن شباهت پیدا کردند.
در سال ۱۸۹۸ آرمان پژو تصمیم گرفت، برای تشکیل شرکت خود، از پژو جدا شود، تا تمرکز بیشتری روی خودرو داشته باشد. در سال ۱۹۰۱ توانست با تولید موتوری با حجم ۶۵۲ سی‌سی، قدرت ۵ اسب بخار، یک سیلندر و ظاهر سنتی، برنده مسابقات بهترین مدل آن سال شود.
پس از اینکه در مسابقات پاریس، مقام نوزدهم را بدست آورد، تصمیم گرفت از مسابقات کناره‌گیری نماید. در سال ۱۹۰۳ پژو اقدام به تولید موتورسیکلت نمود و از آن پس، موتورسیکلت‌های پژو، به‌سرعت جای خود را در بازار باز کردند. در سال ۱۹۰۳ پژو حدود نیمی از خودروهای بازار فرانسه را تولید می‌کرد.

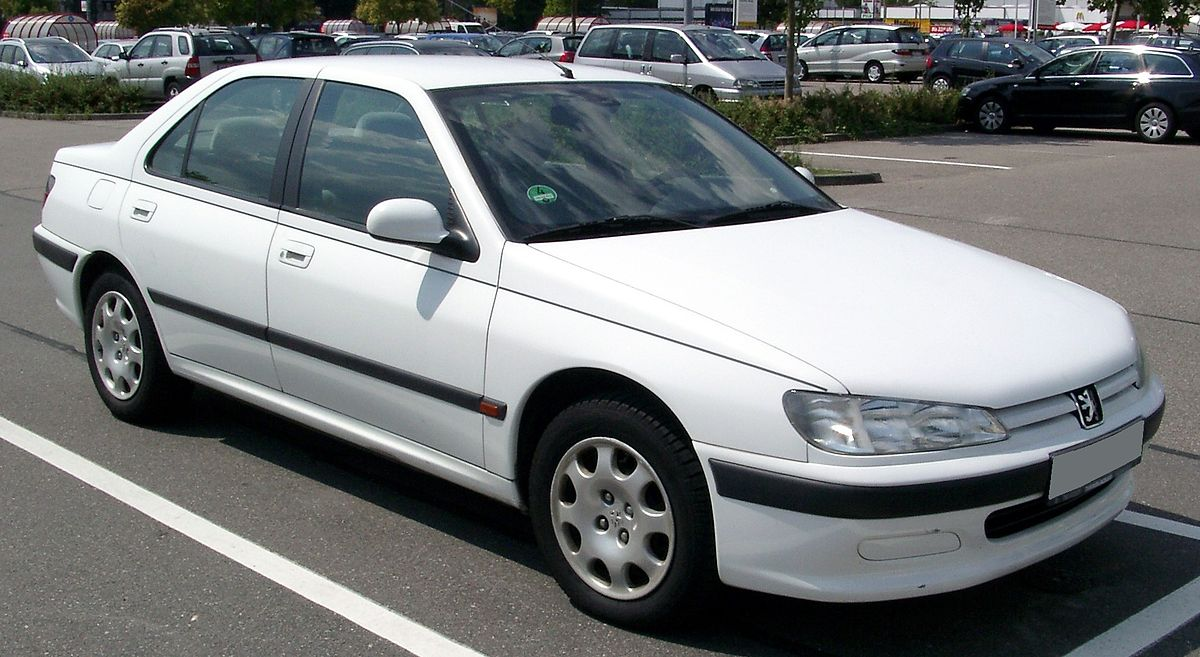
پژو ۴۰۶، محصول ۱۹۹۵

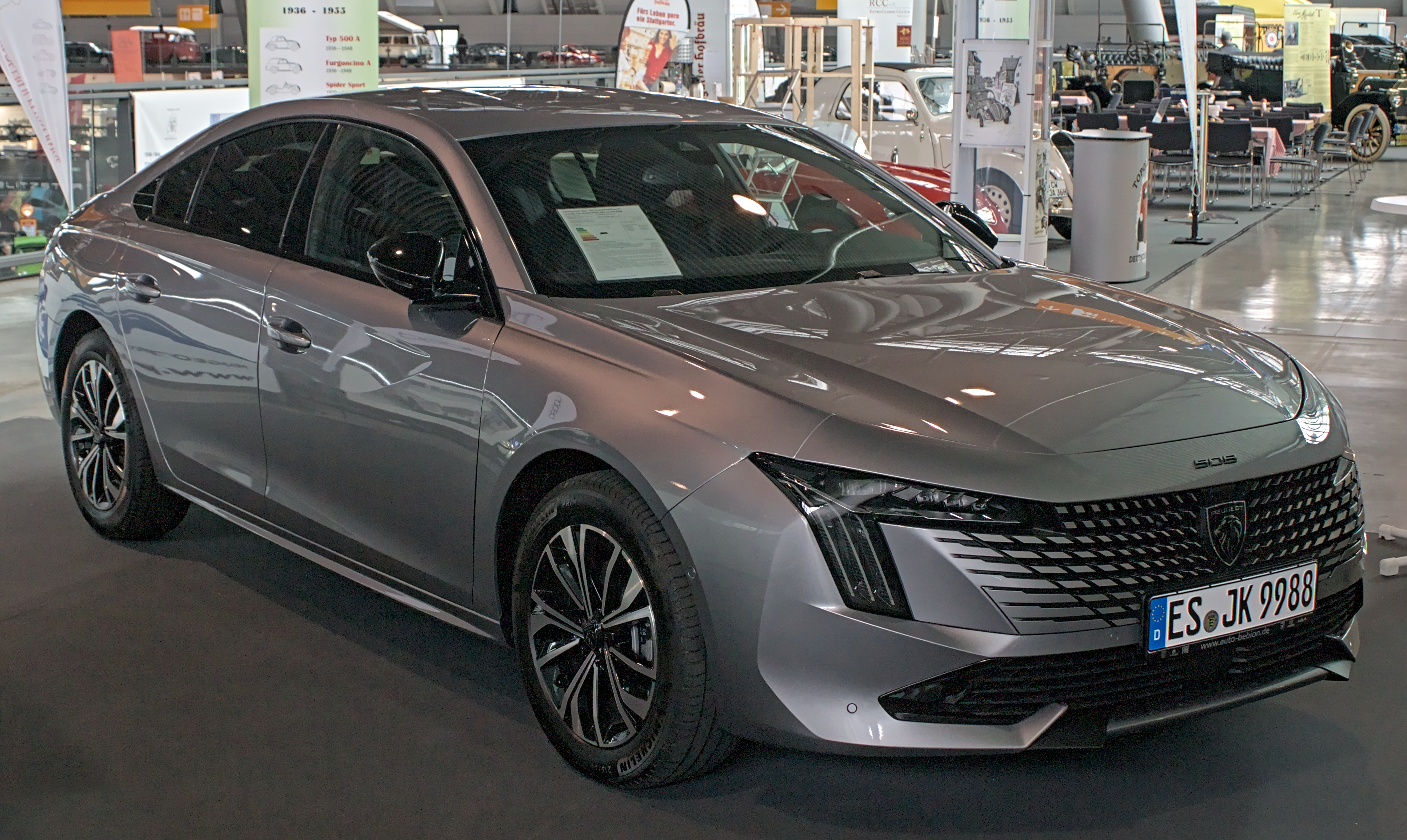
پژو ۵۰۸ نسل دوم، محصول ۲۰۲۳

در ۱۹۰۷ نخستین موتور شش سیلندر ساخته شده توسط پژو به نمایش گذاشته شد و همکاری تونی هوبر به‌عنوان سازنده موتور آغاز شد. از آنجا که شمار بسیاری خودرو با انواع متفاوت در خط تولید بود، پژو تصمیم گرفت که خط تولید دیگری را راه‌اندازی نماید.
در سال ۱۹۱۲، اتوره بوگاتی موتوری با حجم ۸۵۰ سی‌سی و چهارسیلندر را طراحی نمود و در همان سال با تیمی متشکل از ۳ راننده و یک طراح موتور، بار دیگر با خودروی بوگاتی به مسابقات بازگشت.
میان سال‌های ۱۹۱۴ تا ۱۹۱۸ با شعله‌ور شدن جنگ جهانی اول در اروپا، پژو به تولید خودروهای نظامی گوناگون، که از دوچرخه تا تانک‌های بزرگ را شامل می‌شد، پرداخت. در سال‌های پس از جنگ جهانی اول، خودرو به وسیله لازمی برای همه مبدل شد و دیگر یک وسیله تشریفاتی ویژه قشر مرفه نبود. با پایان جنگ در اروپا، مسابقات بار دیگر از سر گرفته شد و شرکت در مسابقات ادامه یافت و طی قرن بیستم پژو توسعه یافت و در سال ۱۹۲۶ بخش پدال و موتور از هم جدا شد که در پی آن، واحد دوچرخه پژو از شرکت مادر خود جدا شد و سیکل پژو را تشکیل داد.

در سال ۱۹۲۸ مدل ۱۸۳ تولید شد. سال ۱۹۲۹ سالی بود که نام‌گذاری امروزی پژو شکل گرفت. مدل جدید سال ۱۹۲۹، پژو ۲۰۱ ارزان‌ترین خودرو در بازار فرانسه و مدلی بود که علامت تجاری پژو را دارا بود. این خودرو نخستین خودروی تولید انبوه پژو بود. مدت بسیاری از این شکوفایی پژو نگذشته بود، که در دهه ۱۹۳۰ میلادی دوران رکود اقتصادی آغاز شد.

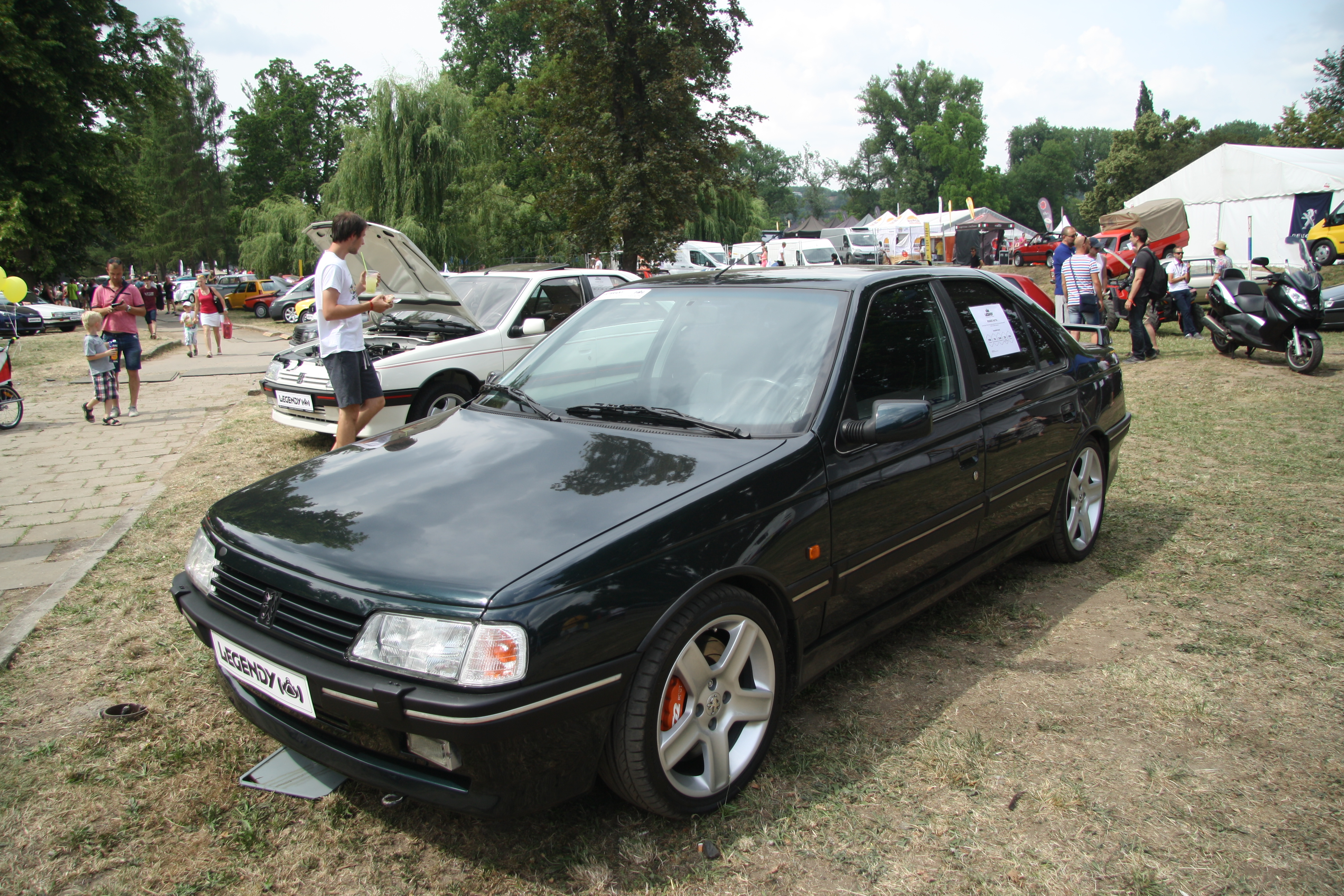
پژو ۴۰۵، محصول ۱۹۸۷

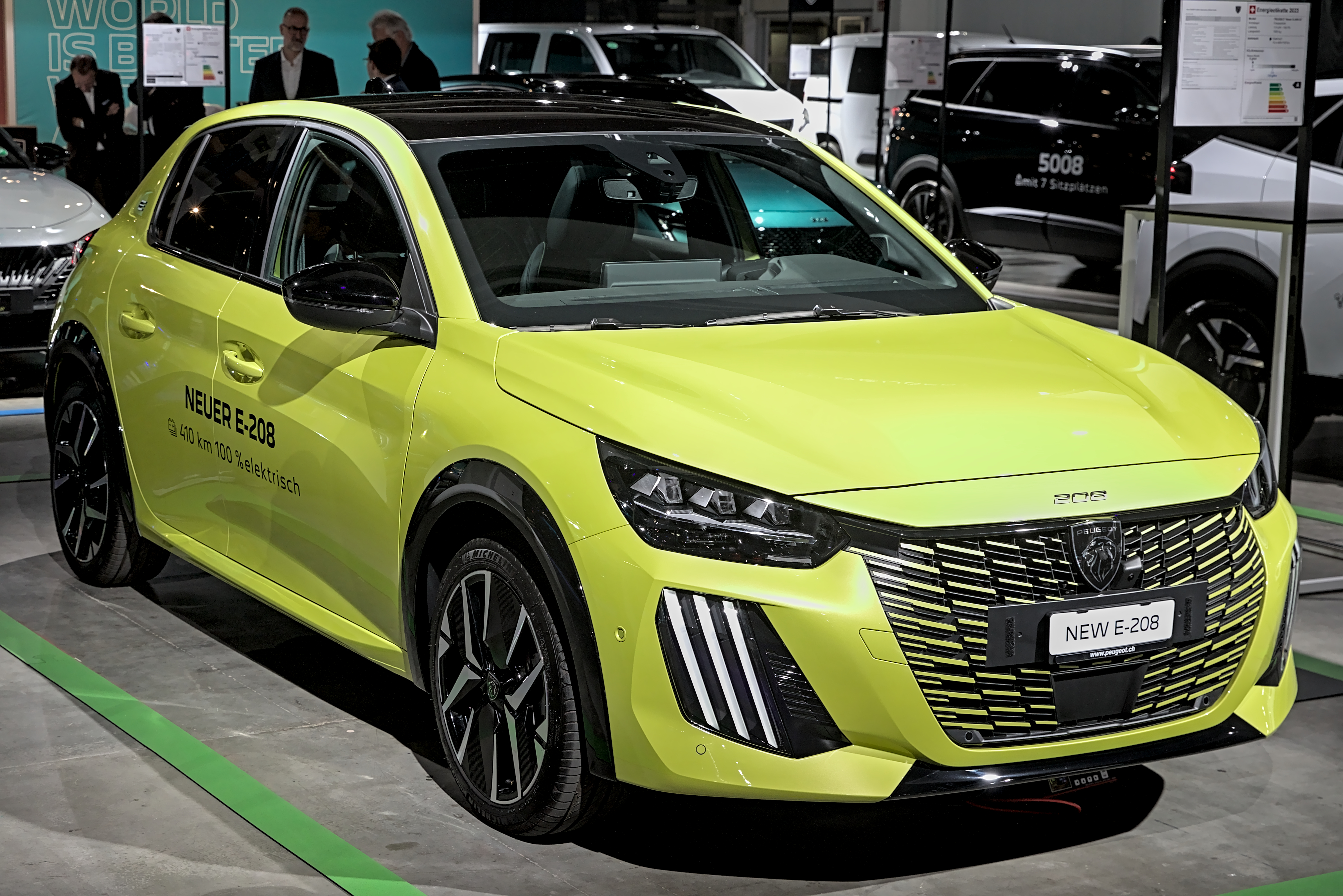
پژو ۲۰۸ نسل دوم، محصول ۲۰۲۳

در زمان بحران مالی، فروش شرکت بسیار کاهش یافت، اما شرکت توانست نجات پیدا کند. در سال ۱۹۳۳ این شرکت مدل پژو ۴۰۲ را روانه بازار کرد که نخستین مدلی بود که سقف آن قابلیت جمع شدن داشت.
پس از آن جنگ جهانی دوم آغاز گردید و پژو مجبور شد کامیون و ون برای جنگ تولید کند؛ اما در سال ۱۹۴۸ دوباره کار خود را با تولید پژو ۲۰۳ آغاز کرد. پس از آن مدل‌های بسیاری با همکاری شرکت طراحی ایتالیایی پنین فارینا مانند پژو ۵۰۴ عرضه کرد.
در ۱۹۵۸ فروش محصولات شرکت در ایتالیا آغاز شد و همکاری با شرکت‌های دیگر مانند رنو و ولوو افزایش یافت. در سال ۱۹۷۴ پژو ۳۰٪ درصد از سهام سیتروئن را خریداری کرد و در ۱۹۷۵ این شرکت را تصاحب نمود.
در این زمان بسیاری از طرفداران سیتروئن اعتراض کردند، که با این کار ابداعات و پیشرفت‌های افسانه‌ای شرکت سیتروئن افول می‌کند. در نتیجه دو شرکت با یکدیگر ادغام شدند و شرکت جدید نیز پژو سیتروئن نام‌گذاری شد، که برندهای هر شرکت حفظ شود؛ اما از لحاظ منابع فنی و فناوری از تحقیقات یکدیگر بهره‌مند شوند. در آن زمان سیتروئن دچار مشکلات مالی بسیاری بود، اما در عین حال، مدل‌های بسیاری از خودرو را برای تولید نهایی طراحی نموده بود.
در سال ۱۹۷۸ شرکت پژو سیتروئن واحد اروپایی کرایسلر را به دلیل بحران‌های ایجادشده در این شرکت، از آن خود کرد. شرکت کرایسلر اروپا، بسیار فرسوده و دارای مدل‌های قدیمی بود و در واقع این سرمایه‌گذاری، مشکلات مالی بسیاری برای پژو سیتروئن ایجاد کرد. در اوایل دهه ۱۹۸۰ میلادی، پژو برند تالبوت را احیا کرد، تا بتواند سودی از کرایسلر به دست آورد و بخش اروپایی آن را از ورشکستگی نجات داد.
همه این سرمایه‌گذاری‌ها باعث شد شرکت پول بسیاری را خرج نماید و دچار مشکلات مالی شود. در سال ۱۹۸۳ مدل موفق پژو ۲۰۵ ارائه شد و بسیاری از هزینه‌های شرکت را پوشش داد. در ۱۹۹۰ با مدیریت جین مارتین فولز در پژوسیتروئن برای نخستین بار مشارکت این دو شرکت موفق عمل نمود.

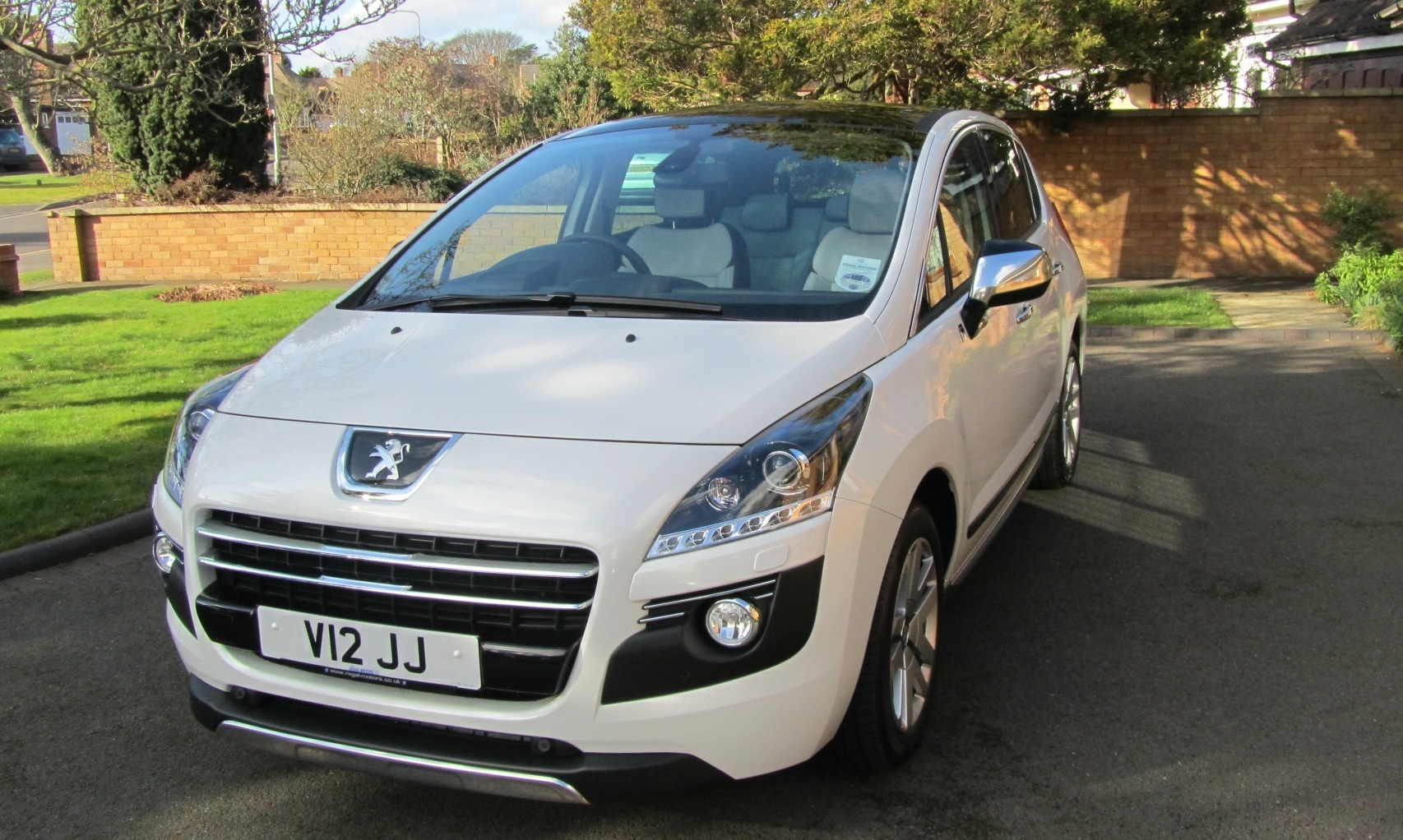
پژو ۳۰۰۸ نسل یکم، مدل ۲۰۱۲ هیبرید

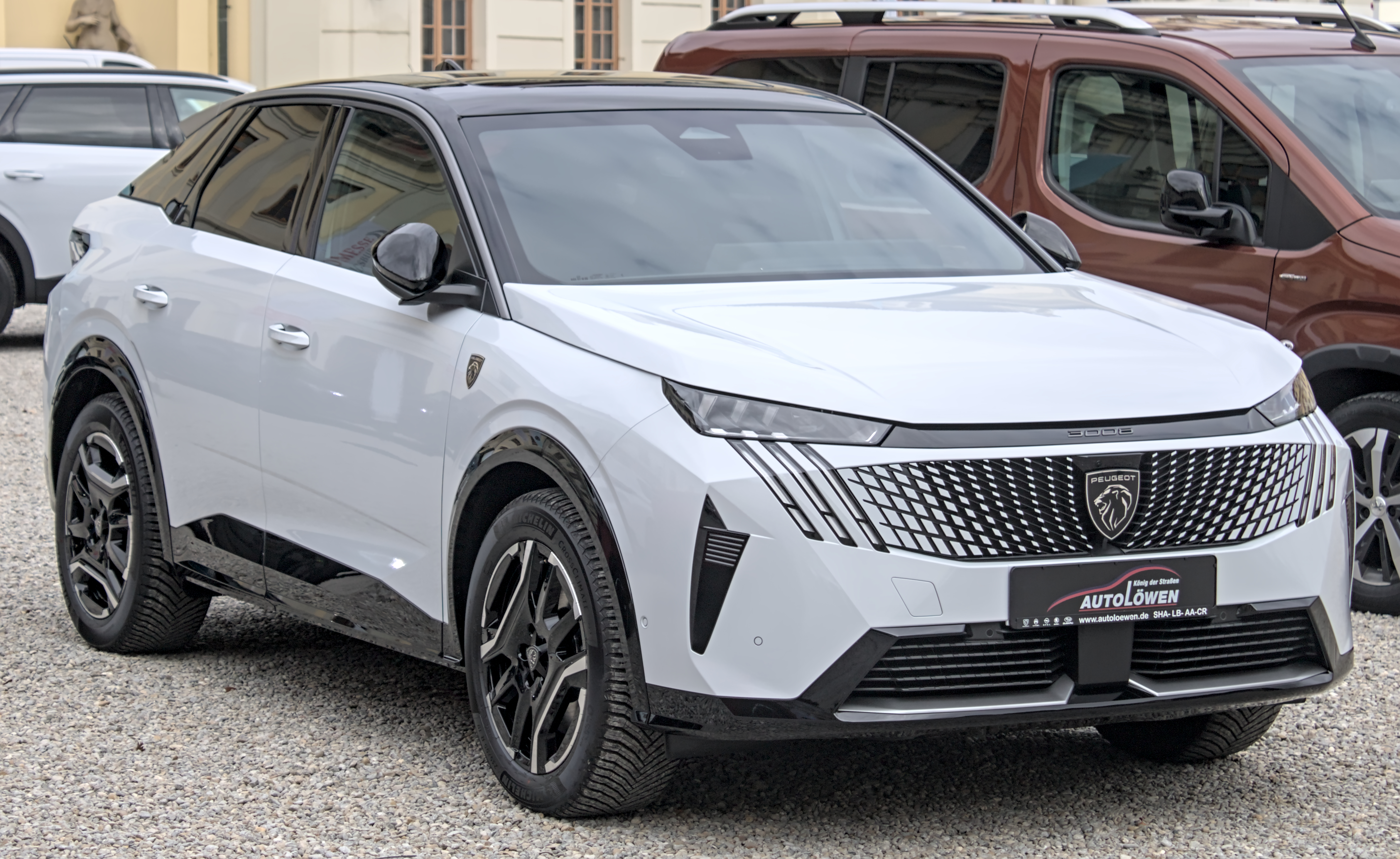
پژو ۳۰۰۸ نسل سوم، محصول ۲۰۲۴

پژو در سال‌های ۱۹۸۷ تا ۱۹۹۰ به‌طور مداوم در رالی معروف پاریس داکار قهرمان شد. فروش این شرکت در ایالات متحده با مدل‌های پژو ۴۰۵ و پژو ۵۰۵ به ۴٫۲۶۱ دستگاه در سال ۱۹۹۰ میلادی رسید و فروش ۲٫۲۴۰ دستگاه، در ژوئیه ۱۹۹۱ شرکت را پس از ۳۳ سال، به نقطه اوج خود رساند. همچنین پژو در سال‌های ۱۹۹۸ تا ۲۰۰۰ تأمین موتورهای مسابقات فرمول یک را عهده‌دار شد.
در آوریل ۲۰۰۶ شرکت، پایان کار کارخانه رایتون خود در کاونتری، بریتانیا را اعلام نمود و این باعث از دست رفتن ۲٫۳۰۰ شغل در کارخانه و ۵٫۰۰۰ شغل خرده‌فروشی شد.
پژو از هدف خود که فروش چهار میلیون خودرو در سال بود، فاصله بسیار بسیاری داشت. در سال ۲۰۰۸ فروش شرکت کمتر از ۲ میلیون دستگاه در سال بود و در اوایل ۲۰۰۹ به دلیل بحران مالی ۲۰۱۲–۲۰۰۷، فروش باز هم کاهش پیدا کرد.
پژو هنوز در پی نوآوری در مدل‌های خودرو است تا بتواند نیازهای همه بخش‌ها را پاسخ دهد و همین‌طور در تلاش است تا بازارهای جدید را در چین، روسیه و آمریکای شمالی داشته باشد. در پایان سال مالی ۲۰۰۸ گردش مالی شرکت با مبلغی کاهش، به ۵۴٫۴ میلیارد دلار و سود خالص، به رقم ۴ میلیارد دلار رسید.
در اواخر ۲۰۰۹ نیز پژو دچار افول عملیاتی و کاهش فروش شد که در پی آن «فیلیپ وارین» به جای «کریستین استریف» مدیریت شرکت را به عهده گرفت. پژو اکنون بیش از ۲۰۰ هزار کارمند در سراسر جهان دارد و در سال ۲۰۱۲ فروشی بالغ بر ۵۴ میلیارد دلار را از آن خود کرد و همچنان بزرگ‌ترین خودروساز فرانسه می‌باشد و پس از گروه فولکس‌واگن در رتبه دوم از بزرگترین خودروسازهای اروپا جای دارد.

## موتور اسپورت

### مسابقات رالی

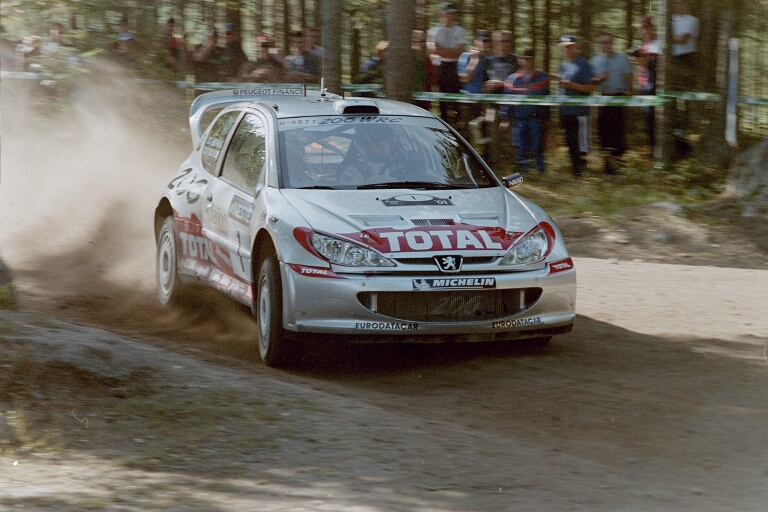
پژو ۲۰۶WRC قهرمان رالی در سال‌های ۲۰۰۰ تا ۲۰۰۲

پژو موفقیت‌های بسیاری در مسابقات رالی بین‌المللی کسب کرده‌است. پژو با دارا بودن پنج قهرمانی در WRC (سالهای ۱۹۸۵، ۱۹۸۶، ۲۰۰۰، ۲۰۰۱ و ۲۰۰۲)، شش قهرمانی در رالی داکار (سال‌های ۱۹۸۷، ۱۹۸۸، ۱۹۸۹، ۱۹۹۰، ۲۰۱۶ و ۲۰۱۷)، سه قهرمانی در مسابقات رالی قهرمانی اروپا (سال‌های ۲۰۰۲، ۲۰۰۳ و ۲۰۰۸)، سه قهرمانی در مسابقات رالی میان قاره‌ای (در سال‌های ۲۰۰۷، ۲۰۰۸ و ۲۰۰۹) یکی از پرافتخارترین شرکت کنندگان در رالی است. با تصمیم گروه پی‌اس‌ای، از سال ۲۰۰۵ خودروهای سیتروئن جایگزین پژو در مسابقات WRC شد و توانست ۸ قهرمانی دیگر نیز به نام مجموعهٔ پژو-سیتروئن در مسابقات رالی قهرمانی جهان به ثبت برساند.

### فرمول یک

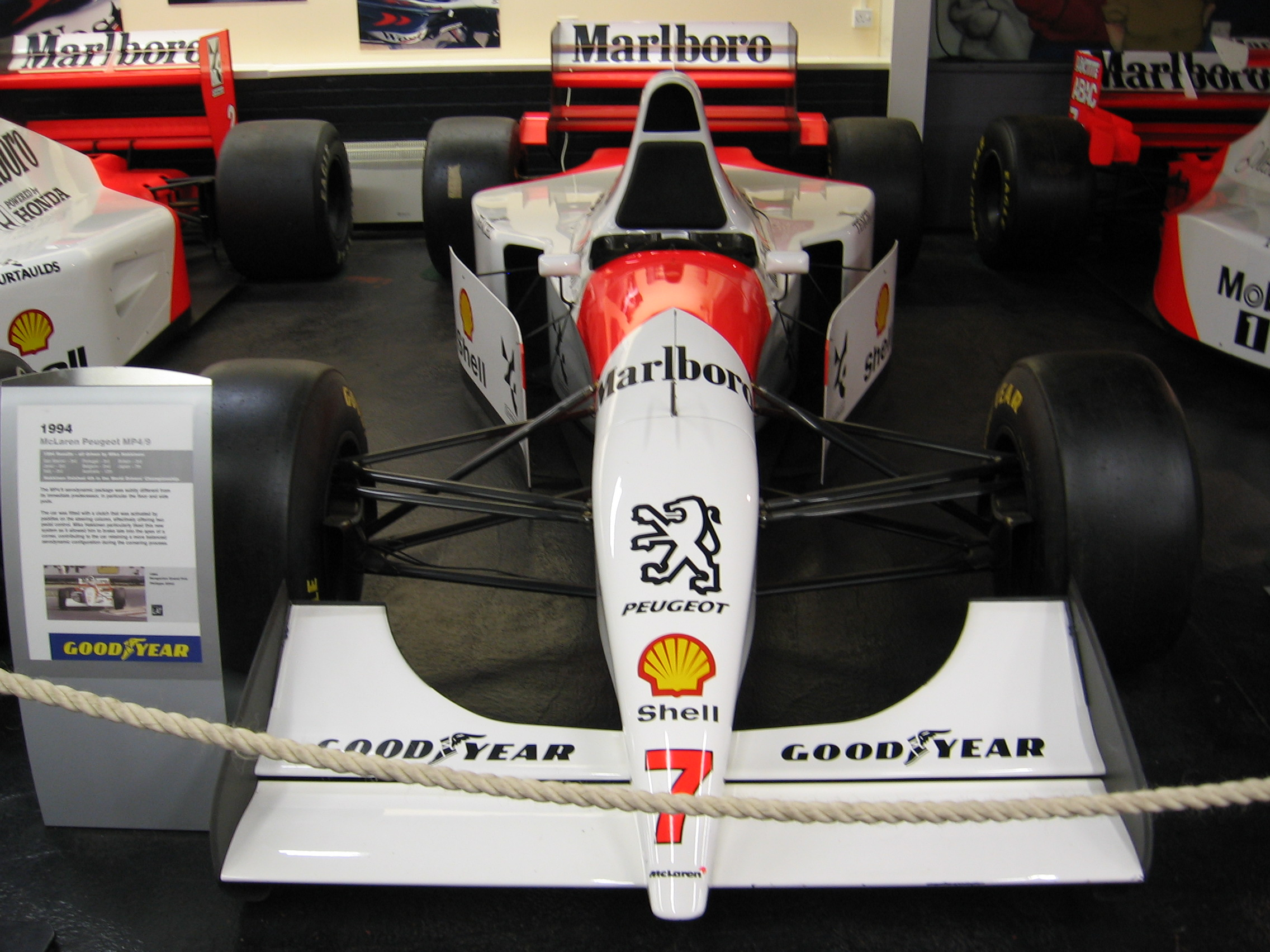
McLaren MP4/9

پژو به تولید موتورهای خودروهای فرمول یک برای دیگر تیم‌ها نیز می‌پرداخت. از تیم‌هایی که پژو موتورهای آن‌ها را تأمین می‌کرد، می‌توان به مک‌لارن در مسابقات فرمول یک فصل ۱۹۹۴، جوردن گرند پری در مسابقات فرمول یک فصل ۱۹۹۵، ۱۹۹۶ و ۱۹۹۷ و پراست گرند پری در مسابقات فرمول یک فصل ۱۹۹۸، ۱۹۹۹ و ۲۰۰۰ اشاره کرد. در پایان فصل ۲۰۰۰، واحد فرمول یک پژو به شرکت آسیاتک فروخته شد.

### پایکس پیک

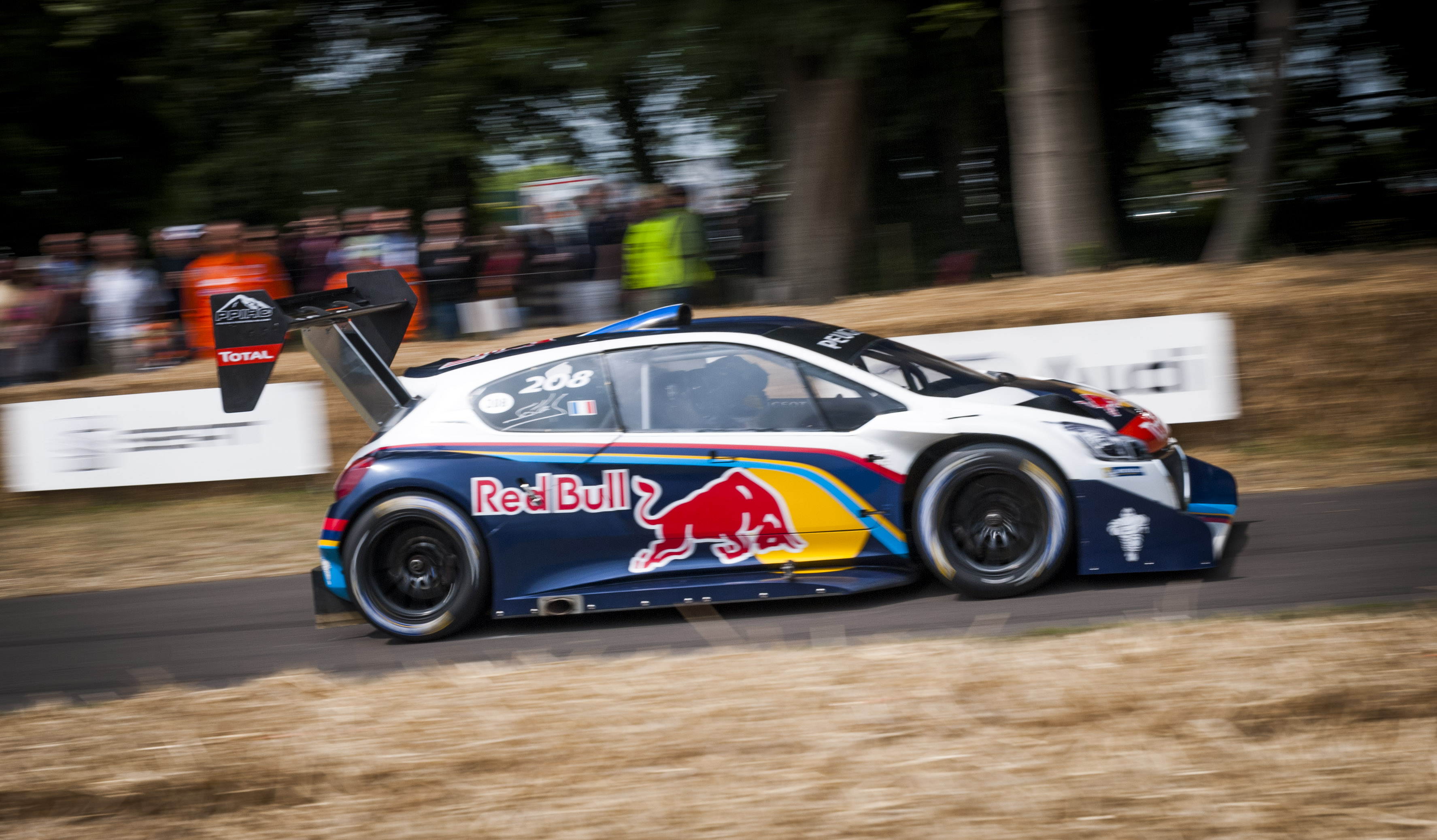
208 T16 Pikes Peak

پس از پیروزی‌های پژو در دهه ۸۰ میلادی با پژو ۴۰۵ T۱۶ به همراه رانندگانی چون بابی آنسر آمریکایی و آری وتنن فنلاندی در این مسابقات، پژو در سال ۲۰۱۳ تصمیم به بازگشت به این مسابقات و ثبت نتایج جدید خود نمود. از این رو، از پژو ۲۰۸ تی ۱۶ به عنوان خودروی این مسابقات رونمایی شد که از ویژگی‌های آن می‌توان به موتور ۳٫۲ لیتری وی شکل تویین توربو با قدرت ۸۷۵ اسب بخار و وزن ۸۷۵ کیلوگرم خودرو اشاره نمود. سباستین لوب نیز به عنوان راننده برای این منظور انتخاب شد. سپس این خودرو، در روز مسابقه رکورد این سری از مسابقات را به میزان فاحش ۱ دقیقه و ۳۸ ثانیه کاهش داد و رکورد پیشین که ۹:۵۱٫۲۷۸ بود و توسط سوزوکی SX4 به ثبت رسیده بود را به ۸:۱۳٫۸۷۸ تقلیل داد.

## نام‌گذاری مدل‌های خودرو
پژو در نام‌گذاری مدل‌هایش، سبک خاصی دارد و از فرمول X0Y استفاده می‌کند. X برای نشان دادن اندازه خودرو و Y برای سال تولید خودرو، بکار می‌رود؛ یعنی هرچه رقم، بالاتر باشد، مدل خودرو، جدیدتر است. در نتیجه بر پایه این فرمول، پژو ۵۰۸، بزرگتر و جدیدتر از پژو ۲۰۸ می‌باشد. البته این قاعده نام‌گذاری استثناهایی نیز دارد. برای مثال پژو ۳۰۹ پیش از پژو ۳۰۶ تولید شده‌است. نمونه دیگر پژو ۲۰۶ اس‌دبلیو است، که اندازه‌ای در حدود یک پژو ۴۰وای دارد.
این رویه نام‌گذاری، در سال ۱۹۲۹ با عرضه مدل پژو ۲۰۱ آغاز شد. همه مدل‌های پژو ۱۰۱ تا پژو ۹۰۹ این شرکت به‌عنوان نام‌های تجاری مختص پژو ثبت شده‌اند. اما شرکت‌های دیگر نیز محصولاتی با نام‌هایی مشابه محصولات این شرکت داشتند، که برخی از آن‌ها مانند: پورشه ۹۰۱ که به پورشه ۹۱۱ تغییر نام داد و برخی دیگر مانند مدل‌هایی از فراری، که همان نام خود را حفظ کردند. جالب آنکه وجود ۰ در وسط نام‌های این مدل‌ها، فلسفه‌ای خاص دارد. این صفر نشان دهنده عددی است، که بر روی یک صفحه، در جلوی خودروهای اولیه این شرکت ظاهر می‌شدند و سوراخ هندل این خودروها، با این صفر یکجا قرار می‌گرفت. البته پژو قصد دارد که نام‌گذاری با چهار رقم (دو صفر در وسط) را در آینده، در پیش گیرد و این رویه را، با نام‌گذاری مدل مفهومی (نمایشی) خود، به نام پژو ۴۰۰۲ آغاز کرد.

## نشان‌واره پژو

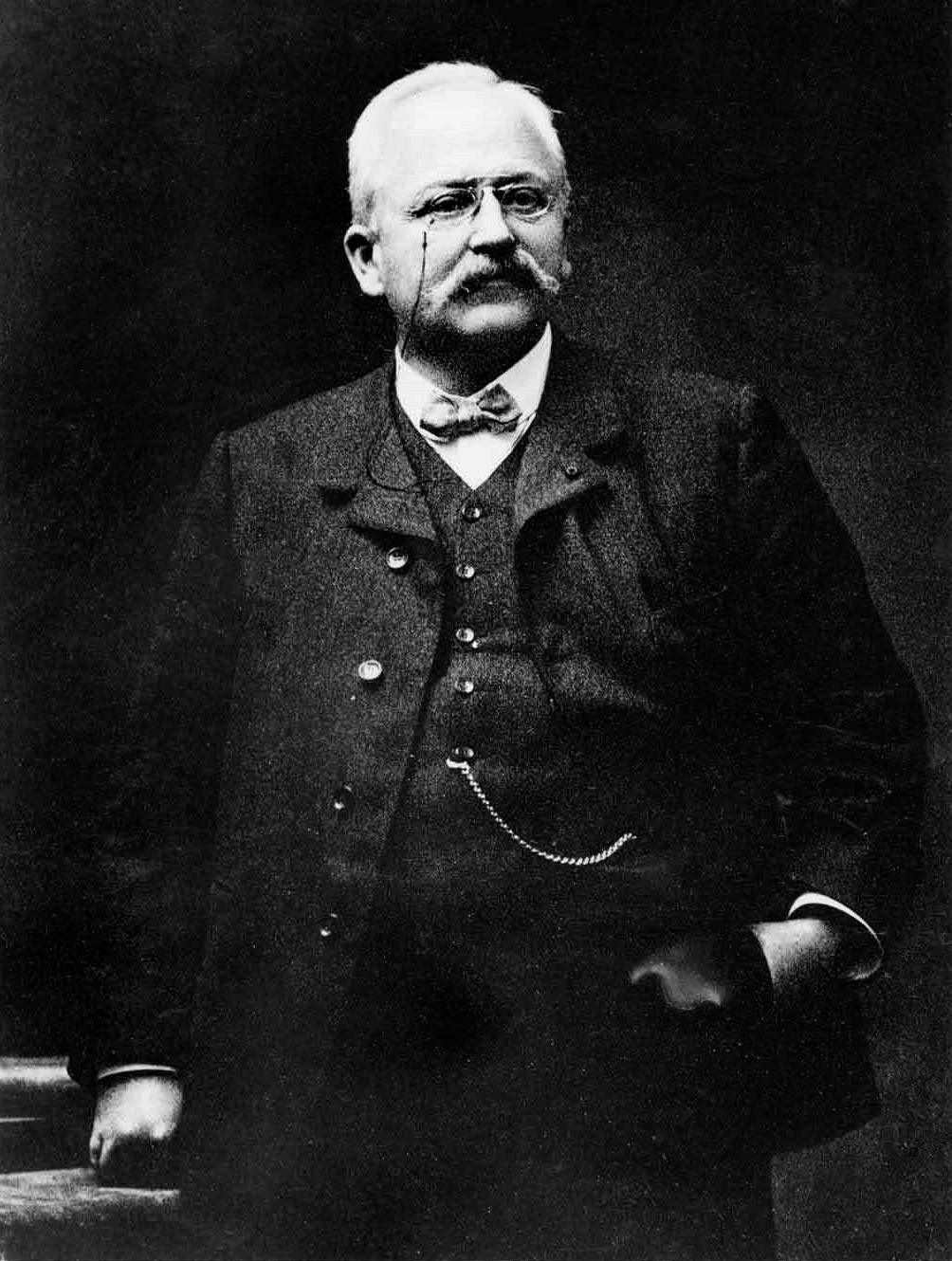
آرماند پژو موسس کارخانه پژو

نخستین نشان‌واره پژو که در آن از طرح شیر استفاده شده بود، برای تیغه اره‌ها و وسایل فولادی این شرکت، طراحی شد. در سال ۱۸۵۰ برای نخستین بار، لوگوی شیر برای شرکت برادران پژو دیده شد. در سال ۱۸۵۸ لوگو به‌طور رسمی ثبت شد.
سال ۱۸۸۹ سال مهمی برای کارخانهٔ پژو بود، چراکه نخستین خودرو با نام پژو را راهی بازار نمود: یک خودرو ۳چرخه پژو طراحی‌شده توسط آرمان پژو.
در این زمان شیر مربوط به لوگو بر روی دیگر محصولات کارخانهٔ پژو نشان داده می‌شد، اما میان سال‌های ۱۸۹۰ تا ۱۹۰۵ لوگوی شیر بر روی ماشین‌های تولیدی مشاهده نمی‌شد و برای مارک‌گذاری این ماشین‌ها از عنوان پژو خودرو بر روی رادیاتور خودروها استفاده می‌گشت. میان سال‌های ۱۹۰۵ تا ۱۹۱۵ عکس شیر و پیکان بر روی مدل پژو لیون که توسط برادران پژو تولید شده‌بود، ظاهر شد.
اما نشان‌واره اصلی این شرکت، با طرح شیر، در سال ۱۹۳۳ به‌عنوان نشان‌واره جهانی پژو طراحی شد و این لوگو، نخستین بار، بر روی مدل پژو ۲۰۳ ظاهر شد. شیری که بر روی ۲ پای عقب خود بلند شده‌بود و یادآور نشان نظامیِ «فرانش کنته» (Franche-Comté)، زادگاه اصلی پژو بود. سپس در واپسین تغییر، نشان پژو در اوایل سال ۲۰۲۱ دوباره تغییر یافت و به‌صورت شیر نیم‌رخ درآمد.

## مدل‌های تولیدشده
- پژو آرسی‌زد
- پژو اکسپرت
- پژو اونیکس
- پژو باکسر
- پژو تراولر
- پژو اگزالت
- پژو پارتنر
- پژو ای‌ایکس۱
- پژو ببه
- پژو بیپر
- پژو اوکسیا
- پژو تیپ ۱
- پژو تیپ ۲
- پژو تیپ ۷
- پژو تیپ ۶
- پژو تیپ ۵
- پژو تیپ ۸
- پژو تیپ ۱۲۵
- پژو تیپ ۱۵
- پژو تیپ ۱۶
- پژو تیپ ۱۶۳
- پژو تیپ ۱۷۶
- پژو تیپ ۱۹۰
- پژو تیپ ۳۶
- پژو تیپ ۵۴
- پژو تیپ ۵۶
- پژو تیپ ۶۶
- پژو تیپ ۸۱
- پژو پارس
- پژو جی۵
- پژو پارتنر
- پژو کوادریلت
- پژو ۱۰۰۷
- پژو ۱۰۶
- پژو ۱۰۷
- پژو ۱۰۸
- پژو ۲۰کاپ
- پژو ۲۰۰۸
- پژو ۲۰۱
- پژو ۲۰۲
- پژو ۲۰۳
- پژو ۲۰۴
- پژو ۲۰۵
- پژو ۲۰۶
- پژو ۲۰۶ دبیلوآرسی
- پژو ۲۰۷
- پژو ۲۰۷ اس ۲۰۰۰
- پژو ۲۰۸
- پژو ۲۰۸ تی ۱۶
- پژو ۳۰۰۸
- پژو ۳۰۱
- پژو ۳۰۲
- پژو ۳۰۴
- پژو ۳۰۶
- پژو ۳۰۷
- پژو ۳۰۸
- پژو ۳۰۹
- پژو ۴۰۰۷
- پژو ۴۰۲
- پژو ۴۰۳
- پژو ۴۰۴
- پژو ۴۰۵
- پژو ۴۰۵ توربو ۱۶
- پژو ۴۰۶
- پژو ۴۰۷
- پژو ۴۰۸
- پژو ۴۰۸ (کراس اوور)
- پژو ۵سی‌وی
- پژو ۵۰۰۸
- پژو ۵۰۴
- پژو ۵۰۵
- پژو ۵۰۸
- پژو ۶۰۵
- پژو ۶۰۷
- پژو ۸۰۷
- پژو ریفتر
- پژو هوگار (وانت باری)
- پژو ۹۰۷
- پژو آرسی
- پژو کوازار

## نگارخانه

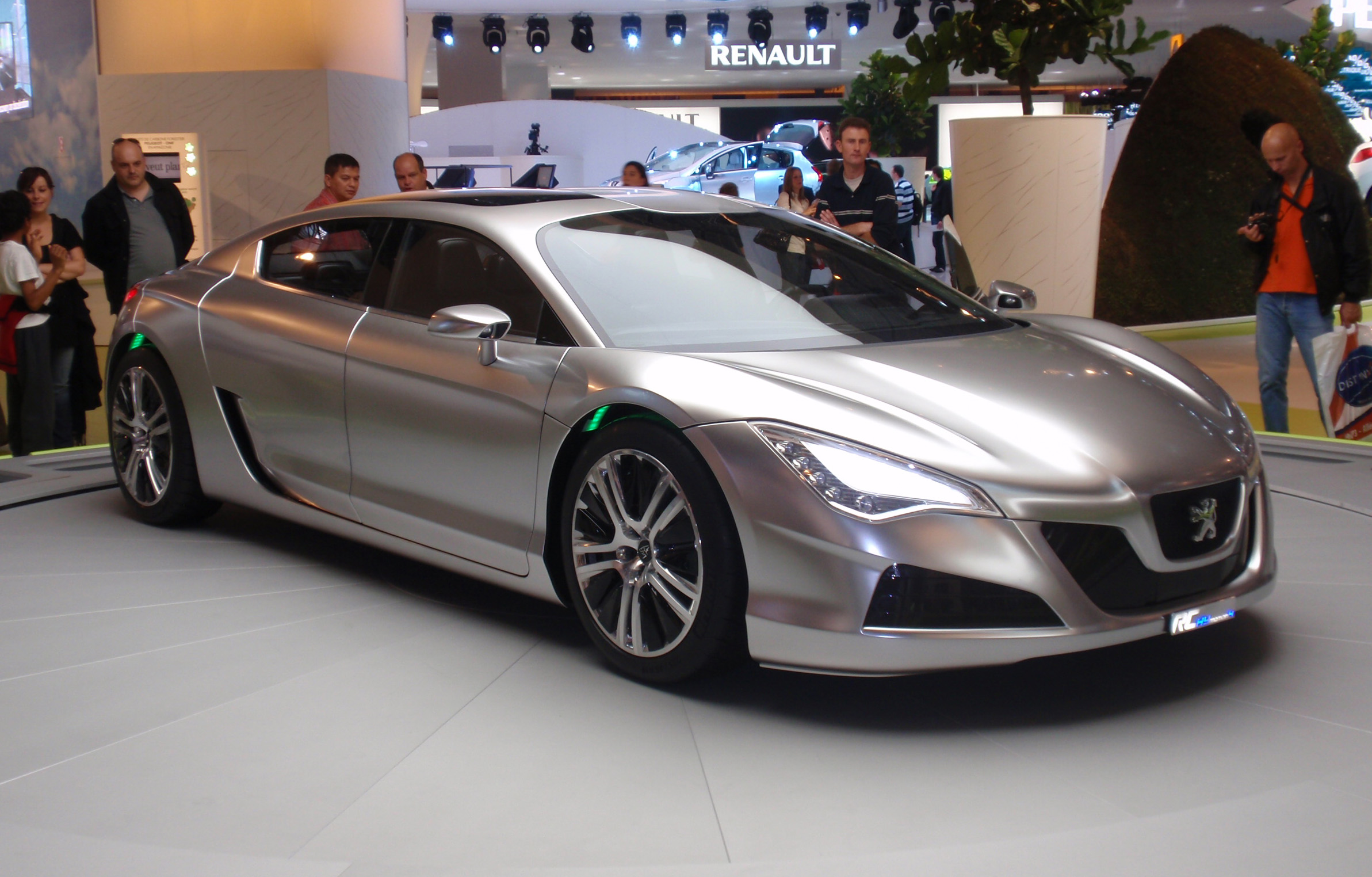
پژو RC HYMotion
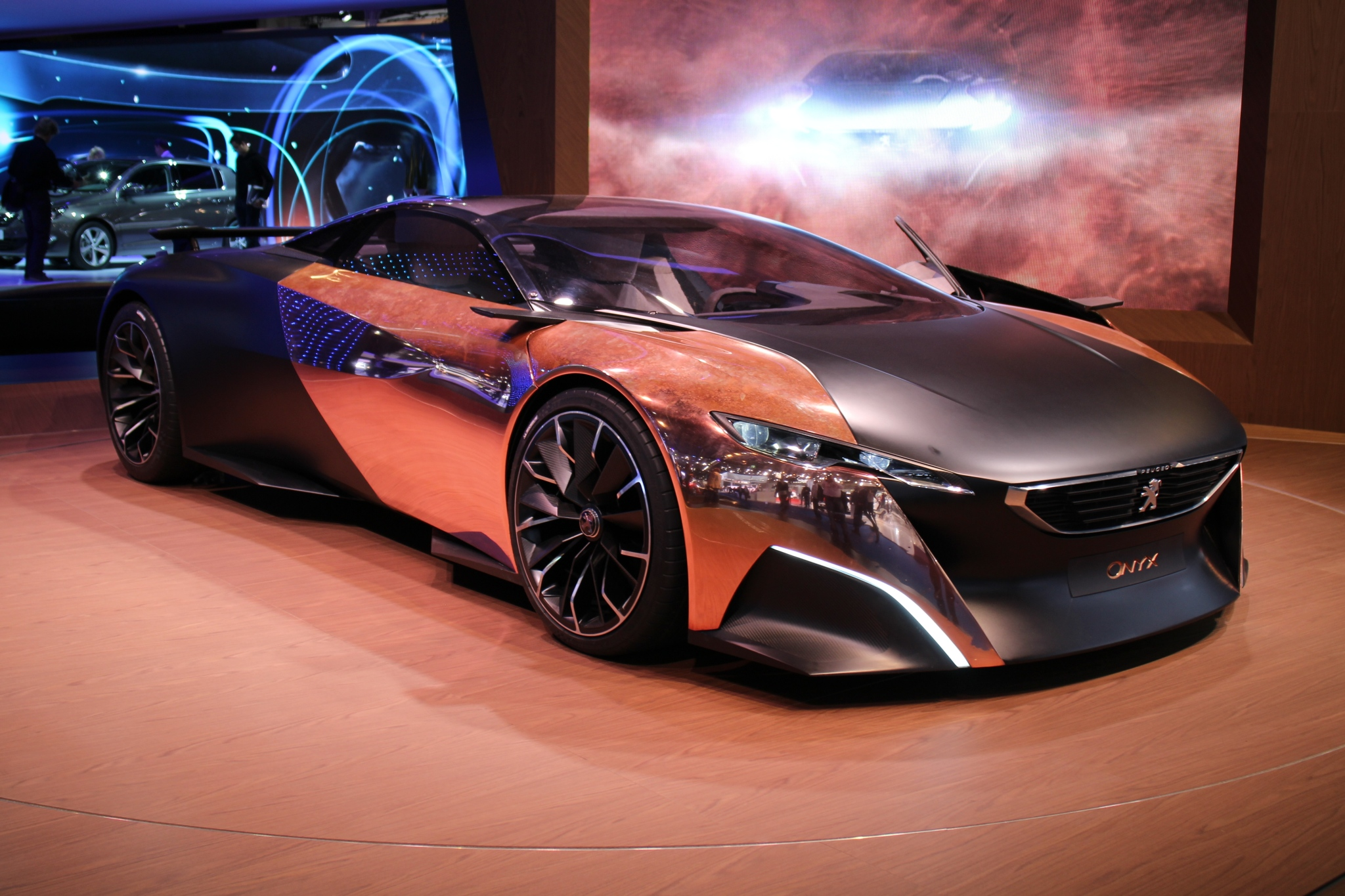
پژو Onyx
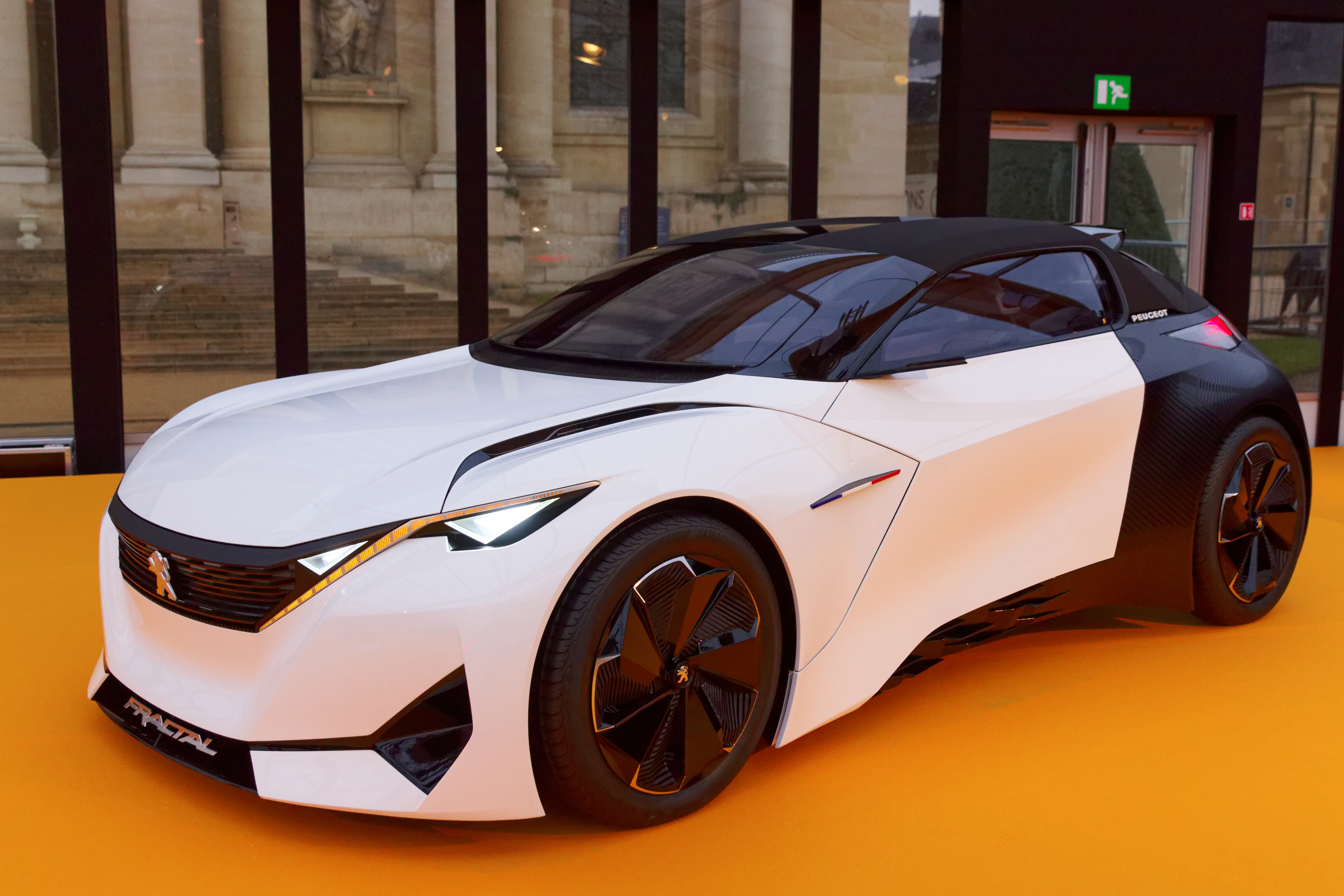
پژو Fractal
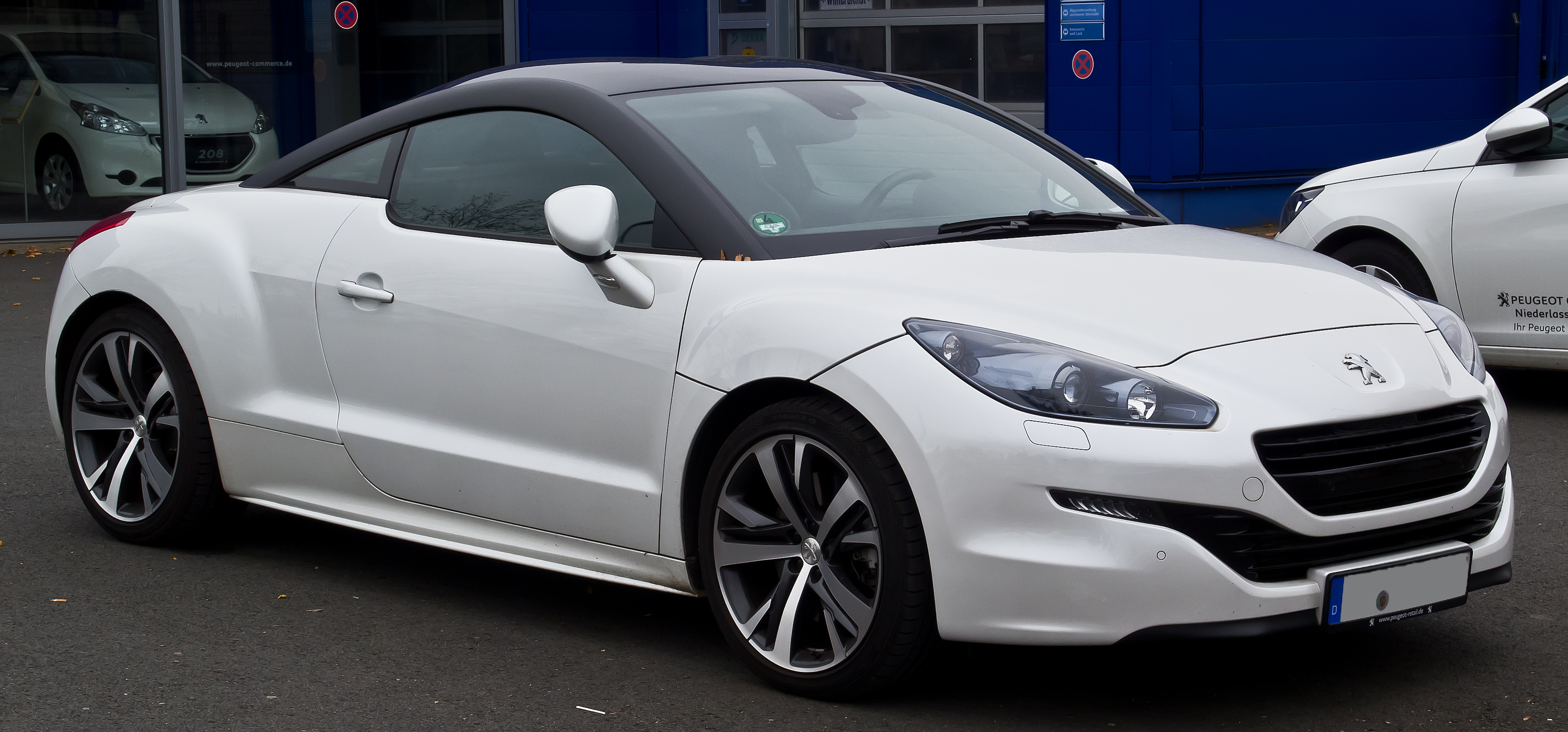
پژو آرسی‌زد
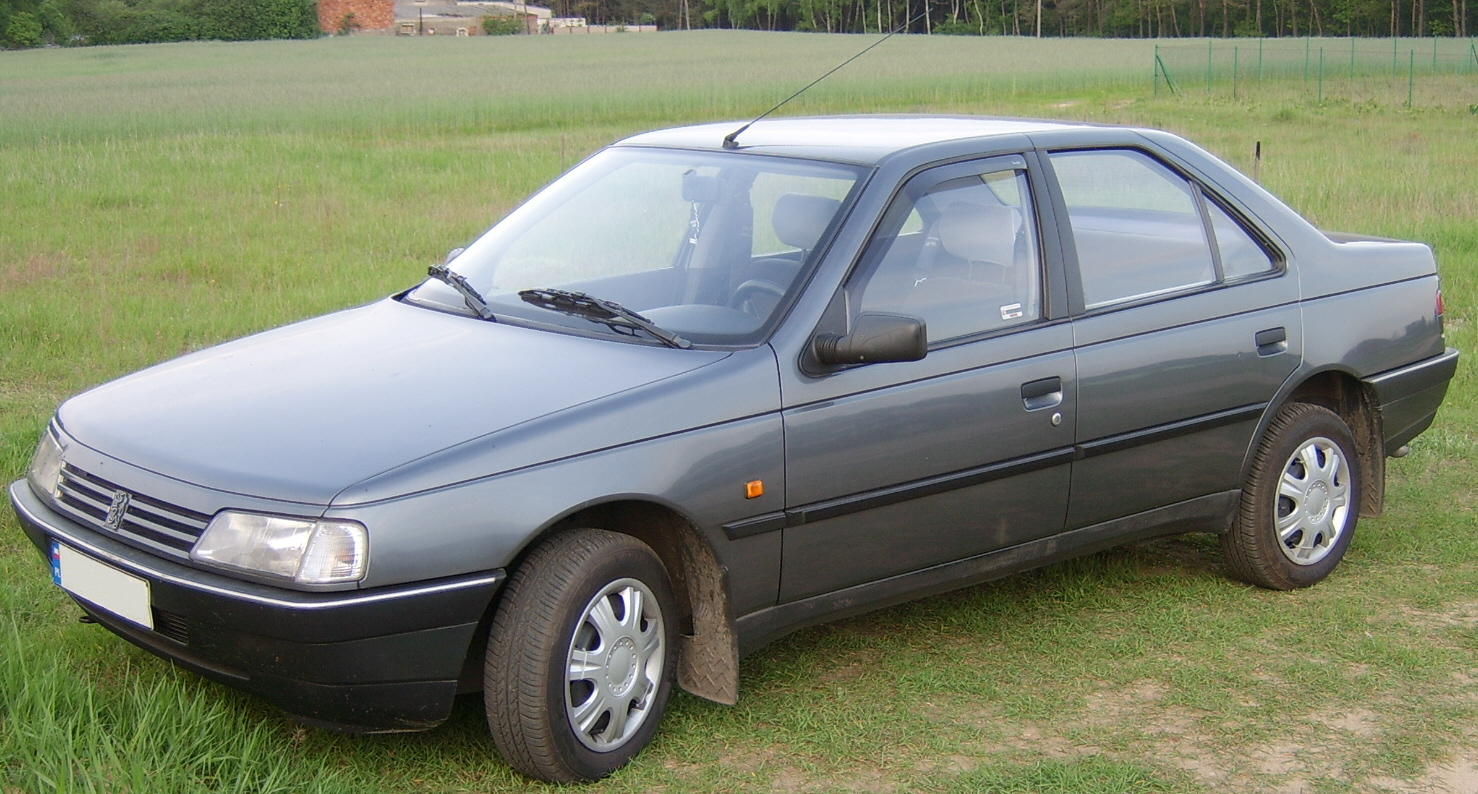
پژو ۴۰۵
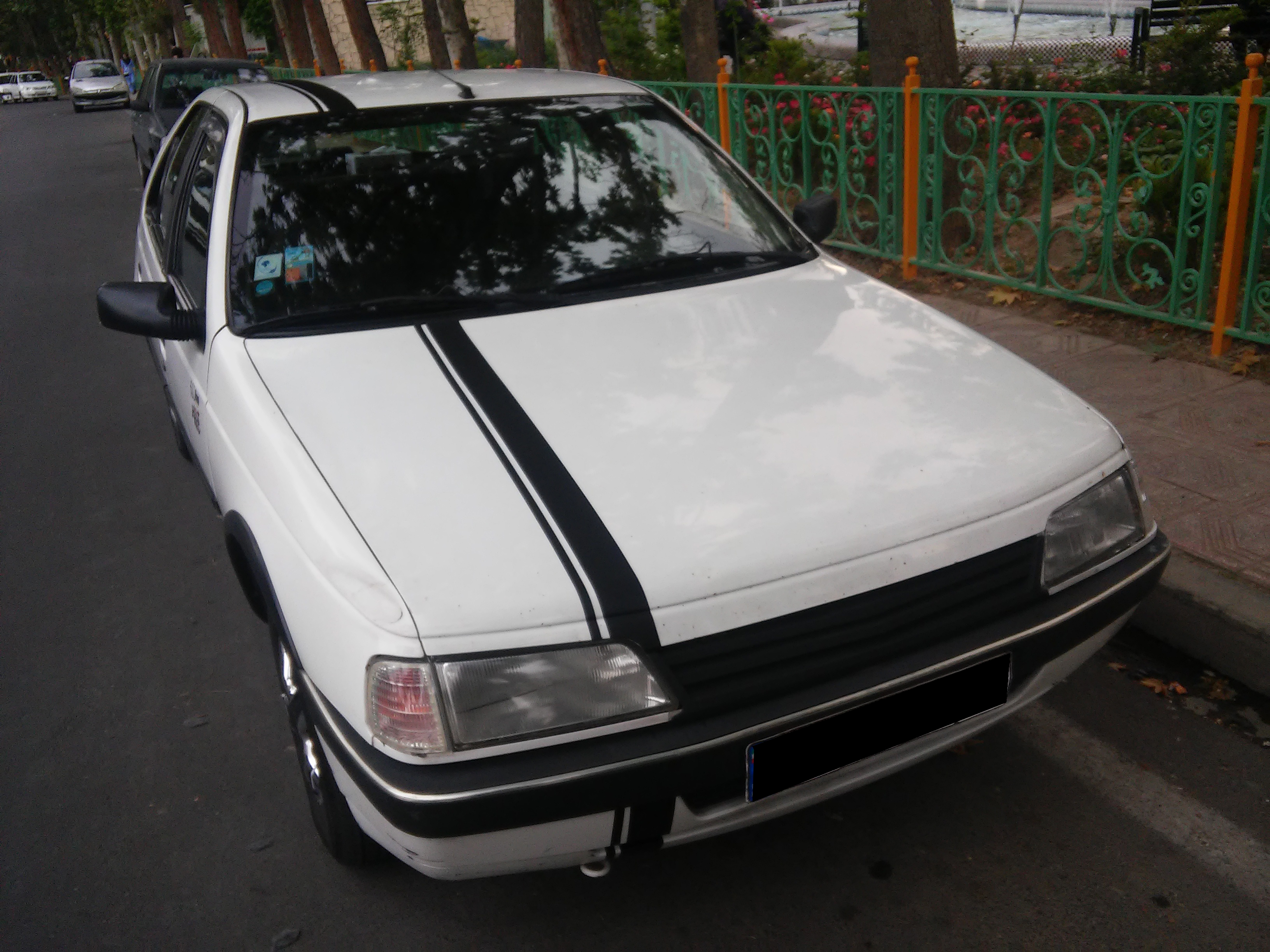
پژو آردی ای ۱۶۰۰